# 佩岑山
46°30′N 14°47′E / 46.500°N 14.783°E

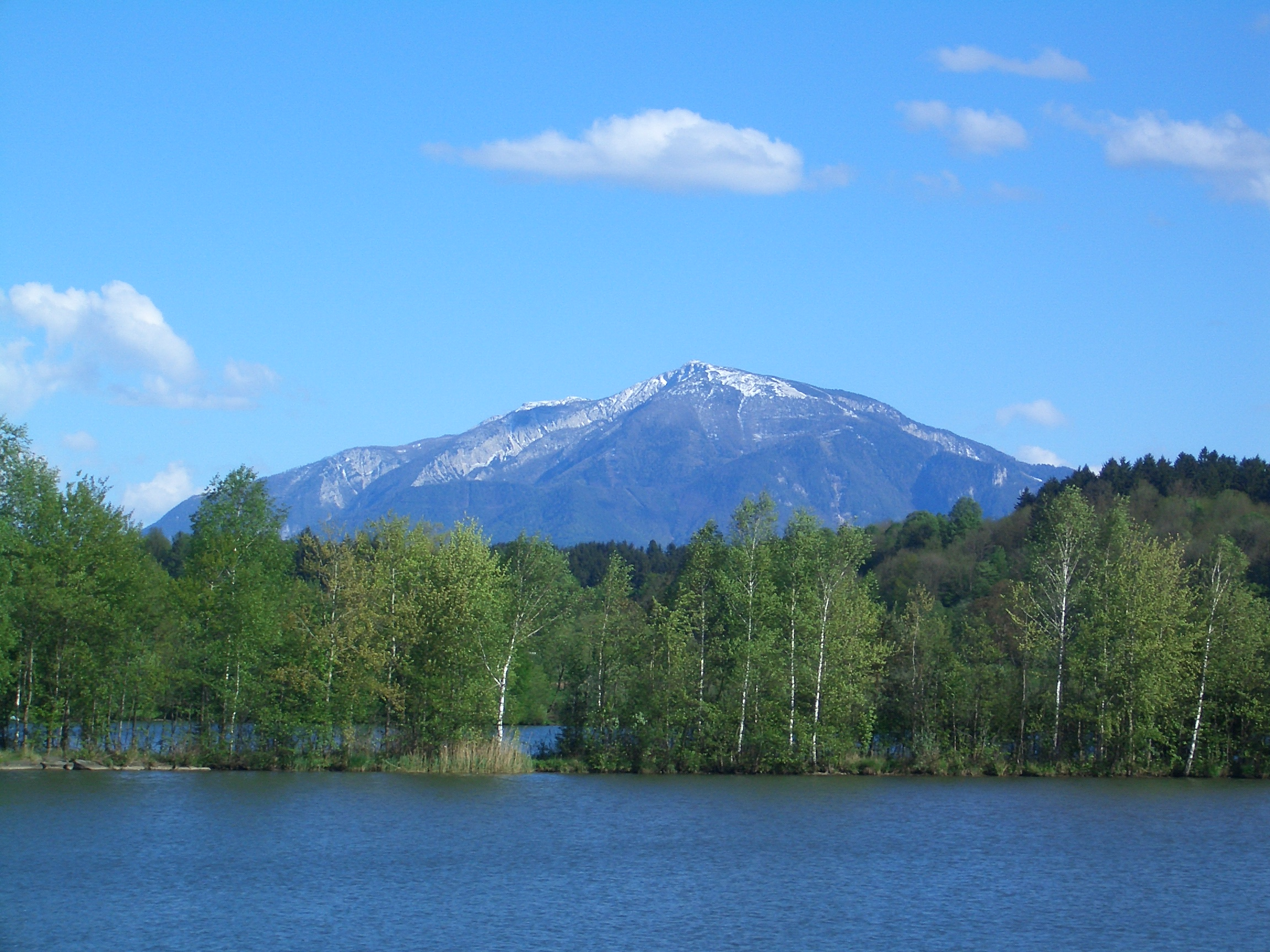

佩岑山（德語：Petzen），是中歐的山峰，位於奧地利和斯洛文尼亞接壤的邊境，屬於卡拉萬克斯山脈的一部分，海拔高度2,126米，每年平均降雨量1,979毫米。